# Евстифеев, Валерий Александрович
Валерий Александрович Евстифеев (20 мая 1957, Челябинск — 9 февраля 2012, Москва) — советский хоккеист, нападающий, российский тренер. Мастер спорта СССР.

## Биография
В детстве жил в районе Челябинского тракторного завода, рядом с Дворцом спорта. Играл в хоккей во дворе, в 10 лет лет пришёл в секцию хоккея «Трактора» (тренеры Георгий Стасюк, Владимир Мурашов, Юрий Перегудов, Петр Дубровин).
Два сезона (1975/76 — 1976/77) отыграл за «Трактор» в чемпионате СССР. По пять сезонов выступал за московские «Спартак» и «Крылья Советов». В сезоне 1987/88 вернулся в «Трактор», но из-за воспаления лёгких провёл только 7 матчей. В следующем сезоне играл в команде первой чехословацкой лиги «Зволен». По итогам сезона 1989/90 вместе с «Металлургом» Магнитогорск вышел в первую лигу, где провёл последний сезон.
Играл за вторую сборную СССР.
Работал тренером в команде «Крылья Советов-2» (1991/92 — 1994/95), тренером-селекционером в «Металлурге» (1995/96 — 1996/97), тренером-селекционером и тренером в «Молоте-Прикамье» (1998/99 — 2000/01), генеральным менеджером в «Газовике» Тюмень (2002/03 — 2003/04), тренером в ДЮСШ «Созвездие» Москва (2005—2010).
Скоропостижно скончался 9 февраля 2012 года. Похоронен на 9-м участке Троекуровского кладбища (Москва).

## Достижения
- Чемпион, лучший бомбардир, лучший нападающий и член команды всех звёзд неофициального чемпионата мира среди молодёжных команд 1976 года.
- Чемпион мира среди молодёжных команд 1977 года.
- Серебряный призёр чемпионата СССР 1981, 1982
- Бронзовый призёр чемпионата СССР 1977, 1979, 1980.
- Обладатель Кубка Шпенглера 1980, 1981.
- В списке лучших хоккеистов СССР (1976)